# Willem Godschalck van Focquenbroch

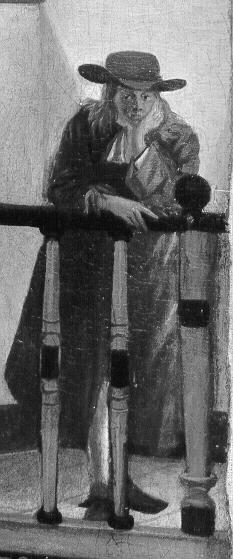
Van Focquenbroch
(wahrsch.) in Elmina (1669)

Willem Godschalck van Focquenbroch (* vermutlich im April 1630 in Amsterdam; † eventuell 14. Juli 1670 in Elmina) war ein niederländischer Dichter und Dramatiker. Er gilt als wichtigster Vertreter der Burleske des 17. Jahrhunderts seines Mutterlandes. Von seinen Landsleuten, bei denen er bis heute beliebt ist, wird er umgangssprachlich de Focq genannt, wie es Focquenbroch auch selbst in eigenen Briefen tat.

## Leben
Focquenbroch wurde am 26. April 1640 in der Oude Kerk zu Amsterdam getauft, sein genaues Geburtsdatum ist unbekannt. Seine Eltern waren der damals 42-jährige Pouwels (Paulus) van Focquenbroch und seine um 10 Jahre jüngere Frau Catrina Sweers. Der Vater scheint ein abwechselnd erfolgreicher Kaufmann und Händler gewesen zu sein. So erwarb er 1644 das Haus De Zilveren Doornenkroon an der Amsterdamer Anthonisbreestraat zu einem Preis von 9.800 Gulden. Wahrscheinlich geriet er später in finanzielle Probleme, weil er das Haus wenig später für 10.750 Gulden wieder verkaufte. Die Mutter Catrina Sweers kam aus einer Antwerper Zimmermannsfamilie. Ihre ersten beiden Kinder, Hanneke und Paulus junior, starben beide innerhalb ihrer ersten beiden Lebensjahre. Nach Willem wurden noch vier Kinder geboren, Bruder Jacobus und drei Mädchen.
Wahrscheinlich besuchten die Brüder die Lateinische Schule von Jacobus Heyblock, der zur Familie gehörte. Focquenbroch schrieb jedenfalls ein Gedicht über Heyblock: Aen Mijn Heer Jacob Heyblock.
Später studierte Focquenbroch am Athenaeum Illustre Amsterdam Medizin, konnte in Amsterdam aber nicht promovieren, so dass er sich am 29. März 1662 an der Universität Utrecht einschrieb, wo er keine vier Monate später mit seiner Schrift De lue venerea über Geschlechtskrankheiten promovierte.
Über sein Leben zu dieser Zeit und seinen Freundeskreis ist wenig bekannt. Wahrscheinlich hat er einige seiner damaligen Gedichte Studienfreunden wie Johannes van Bersingen, Johannes van Royen oder Aernout van Overbeke gewidmet. Sicher ist, dass Johannes Ulaeus zu seinen besten Freunden zählte und er freundschaftliche Kontakte zu Johannes van den Bergh unterhielt. Diverse Gedichte widmete er Maria van Sypesteyn, mit der er möglicherweise eine Liebesbeziehung unterhielt. Er stand auch in Briefverkehr mit Constantijn Huygens, mit dem ihn aber wohl keine weitergehende Beziehung verband.

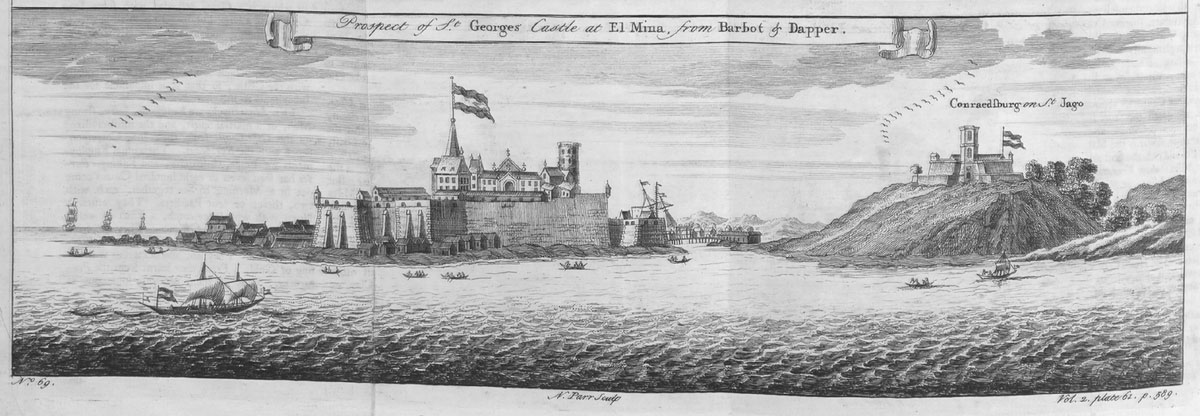
Fort São Jorge da Mina im 17. Jahrhundert

Es ist bekannt, dass Focquenbroch ab 1668, zwei Jahre nach dem Tod seines Vaters, eigene Einkünfte als Arzt erzielte, die aber für eine zufriedenstellende Lebensführung nicht ausreichten. Um besser zu verdienen, bewarb sich Focqenbroch noch im selben Jahr bei der WIC (West Indische Compagnie) und wurde als eine Art Zollbeamter an die Goldküste von Ghana gesandt, wo er im portugiesischen Fort São Jorge da Mina bei Elmina, das die Niederländer 1637 nach vielen vergeblichen vorherigen Versuchen erobert hatten, seinen Arbeitsplatz und ungleich höhere Bezüge als bislang erzielte. Seine Hauptaufgabe war es, lorredraaiers, Schiffe, die ohne amtliche Genehmigung Handel betrieben, aufzubringen und die Halter zu verurteilen. Weiterhin war er für die Aufrechterhaltung der allgemeinen Ordnung unter dem WIC-Personal im Fort verantwortlich. Focquenbroch bezeichnete sich nun selbst gern „de tweede persoon van een klein koninkrijk“ (stellvertretender Herrscher eines kleinen Königreichs), stand er doch im Rang direkt hinter dem Gouverneur.
Johannes Ulaeus erhielt verschiedene Briefe von Focquenbroch aus Elmina. Der erste Brief hatte noch einen fröhlichen Ton, aber das änderte sich schnell. Schon in seinem zweiten Brief schrieb er:

„... in dit barbaarsche, melancholique, en verbaesde dorre land, ‘t welck ik niet gezind ben heel net af te schilderen, uyt vrees dat gij schreyen soud als een kind, en de arme focq beklaegen, om dat hem het noodlot in soo verdoemde plek gebracht heeft.“

„De Focq“ fühlte sich sehr einsam, und als noch sein mitgereister Neffe Philip van Heeden stirbt, fühlt er sich am Ende. Vermutliche erlag er kurz darauf einer der vielen Epidemien, die die Besatzer in Elmina damals ereilten. Sein exakter Todestag ist nicht bekannt, er muss jedoch zwischen 1670 und 1673 liegen. In Papieren der WIC gibt es vage Andeutungen, dass es sich um den 14. Juli 1670 gehandelt habe, das dies bestätigende amtliche Dokument ist jedoch verloren gegangen. Es ist jedoch bekannt, dass nach 1670 die Funktion des fiskalischen Beamten in Elmina vakant war.

## Werke
- De verwarde jalousy, Blyspel. Amsterdam: Jacob Lescaille, 1663.
- Klucht van de weyery. Amsterdam: Jacob Vinckel, 1665.
- Klucht van Hans Keyenvresser. Amsterdam: Jacob Vinckel, 1665.
- Thalia, of geurige sanggoddin. Amsterdam: Johannes van den Bergh, 1665.
- Een Hollandsche vuystslagh, op een Brabandsche koon. Z.pl. [1665].
- Verdubbelt zegensangh, der negen musen. Amsterdam: Johannes van den Bergh, 1666.
- De herderssangen van Virgilius Maro. Amsterdam: Johannes van den Bergh, 1666.
- Thalia, of geurige zanggoddin, tweede deel. Amsterdam: Johannes van den Bergh, 1668/1669.
- Min in't lazarushuys, Blyspel. Amsterdam: Jacob Vinckel, 1674.
- Afrikaense Thalia, of het derde deel van de geurige zanggodin. Amsterdam: Jan ten Hoorn, 1678.